# Rodrigo César de Meneses
Rodrigo César de Meneses (? - 1738) foi um administrador colonial português que exerceu o cargo de Governador e de Capitão-General da Capitania de São Paulo entre 1721 e 1728, e da Capitania-Geral do Reino de Angola entre 1732 e 1738, tendo sido antecedido por Paulo Caetano de Albuquerque e sucedido por João Joaquim Jacques de Magalhães. Foi também responsável pela fundação da Vila de Cuiabá, em 1726, após a descoberta de ouro na região.

## Biografia
Membro de uma nobre família portuguesa, era filho de Luís César de Meneses, o qual ocupou o cargo de governador-geral do Brasil. Seu irmão Vasco Fernandes César de Meneses chegou aos postos de vice-rei da Índia Portuguesa e vice-rei do Brasil.
Proveniente dos quadros militares, participou da Guerra da Sucessão Espanhola. Ocupava o cargo de coronel e brigadeiro de infantaria.
Quando de sua nomeação como governador da Capitania de São Paulo, não possuía experiência na gestão colonial. Durante sua administração, destacou-se a descoberta de ouro nas proximidades do Rio Cuiabá. Em 1726, liderou a monção ao atual estado de Mato Grosso, em que participaram cerca de três mil pessoas. Em janeiro de 1727, elevou Arraial de Cuiabá à categoria de vila.
 O ouro ali descoberto se tornou escasso em menos de uma década.
Foi governador de Angola entre 1732 e 1738. Ocupou a função até a sua morte, ocorrida durante viagem de retorno ao Rio de Janeiro.